# Sigynia
Sigynia is een geslacht van vliesvleugeligen uit de familie Pteromalidae. De wetenschappelijke naam van dit geslacht is voor het eerst geldig gepubliceerd in 1974 door Hedqvist.

## Soorten
Het geslacht Sigynia is monotypisch en omvat slechts de volgende soort:
- Sigynia ernobii Hedqvist, 1974